# Giorgio Cremaschi
Giorgio Cremaschi (Roma, 27 settembre 1948) è un sindacalista, politico e saggista italiano.
È stato presidente del comitato centrale della FIOM, l'organizzazione dei metalmeccanici della CGIL, dal 2010 al 2012. Dal 12 gennaio 2019 al 12 maggio 2021 è stato Portavoce nazionale di Potere al Popolo!.

## Biografia

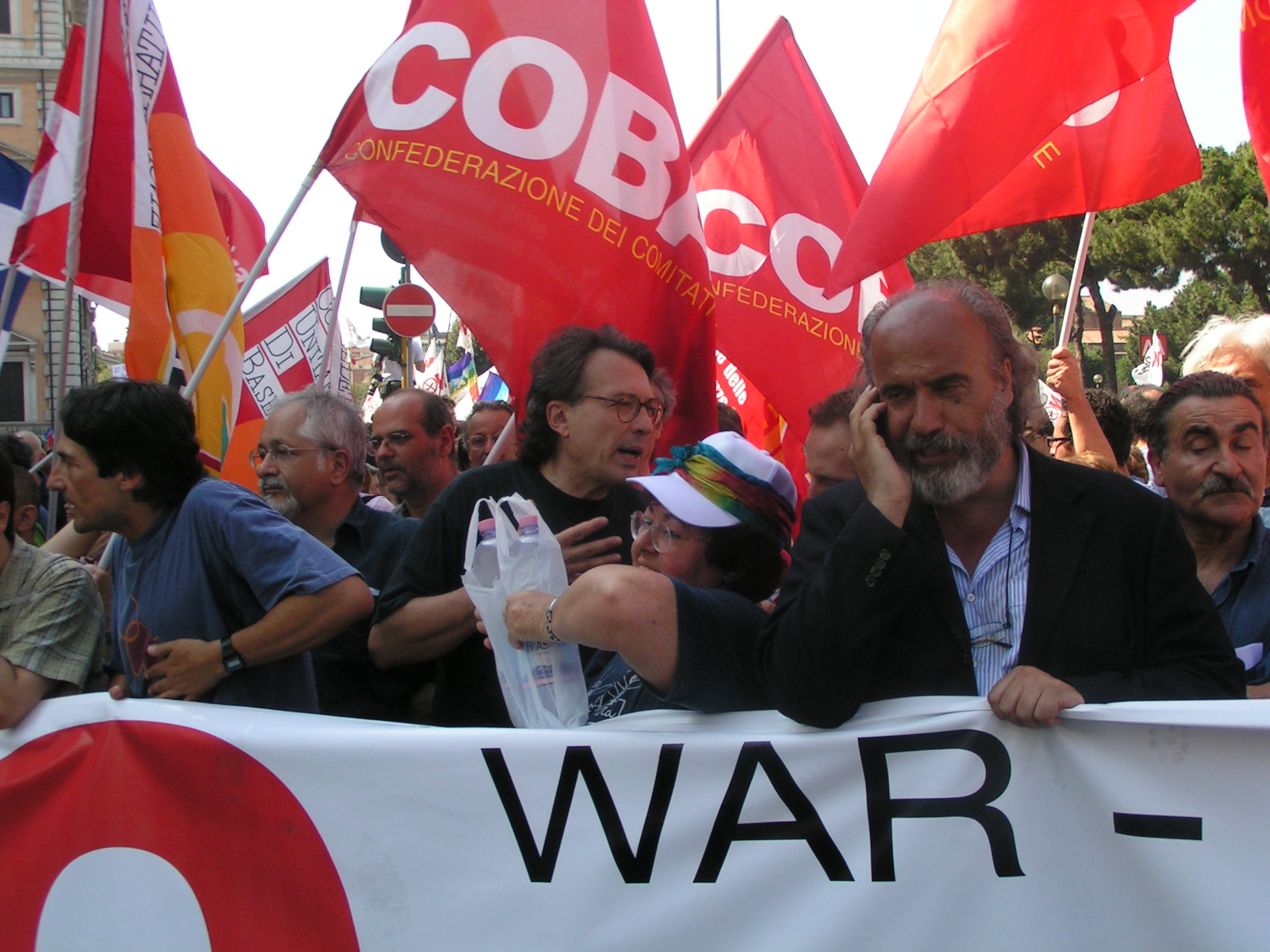
Piero Bernocchi, Giorgio Cremaschi e Marco Ferrando a una manifestazione contro la guerra in Iraq del 2007.

Nei primi anni 1970 fu studente della facoltà di scienze politiche dell'Università di Bologna e fu impegnato politicamente. Nel 1973, infatti, era dirigente della sezione universitaria e membro del comitato federale del Partito Comunista Italiano di Bologna. Il 26 giugno 1973 fu aggredito da una squadra di neofascisti del Fronte della Gioventù e del FUAN.
Dopo la laurea e le prime esperienze nel sindacato della scuola del capoluogo emiliano, arrivò a Brescia nel 1974 per un incarico all'interno del progetto delle «150 ore», iniziativa realizzata dall'allora sigla unitaria dei metalmeccanici, la FLM (Federazione Lavoratori Metalmeccanici), per la formazione e il conseguimento d'un titolo di studio da parte degli operai bresciani.
Gli anni 1980 lo hanno visto protagonista degli scontri sindacali in numerose aziende della provincia; confronti accesi e scontri durissimi legati non solo all'organizzazione del lavoro ed al salario, ma pure al ruolo del sindacato in azienda. Dopo la lunga parentesi alla FIOM di Brescia (di cui è stato anche segretario generale dal 1981 al 1988), ha iniziato l'esperienza dei vertici nazionali di categoria, quindi quella non meno intensa della FIOM torinese, e poi, nuovamente a Roma, quella di presidente del comitato centrale dei metalmeccanici della CGIL. In questo periodo aderisce, come semplice iscritto, a Rifondazione Comunista.
Al XII congresso della CGIL dell'ottobre 1991 è tra i presentatori del documento "Essere Sindacato" alternativo al documento presentato dal segretario generale Bruno Trentin.
Nel 2005 durante lo svolgimento del XV congresso diventa leader dell'area programmatica interna alla CGIL denominata  "Rete 28 aprile". URL consultato l'8 marzo 2018 (archiviato dall'url originale il 5 ottobre 2016). . Dal 2010 fino all'estate 2012 è stato presidente del comitato centrale della FIOM.
Dall'estate 2011 è tra i promotori ed attivisti di primo piano del comitato "No Debito".
Nella primavera 2013 è fra i promotori della rete anticapitalista nazionale "Ross@". Il 2 dicembre 2013 presenta, come primo firmatario, il documento II "Il sindacato è un'altra cosa - rivendicazioni per una CGIL indipendente, democratica, che lotta", in antitesi al documento I (prima firmataria Susanna Camusso) "Il lavoro decide il futuro". Entrambi i documenti andranno a votazione tra gli iscritti CGIL il 6, 7, 8 maggio 2014 in occasione del XVII congresso CGIL.
Il 15 settembre 2015 Cremaschi, con un articolo pubblicato su The Huffington Post, intitolato "Perché lascio la Cgil", annuncia pubblicamente e spiega i motivi della sua decisione di abbandonare il sindacato restituendo la tessera dopo 44 anni di militanza: «Oramai mi sento totalmente estraneo a ciò che realmente è questa organizzazione e non sono in grado minimamente di fare sì che essa cambi.»
Nel 2016 è tra i firmatari dell'appello Eurostop, su cui viene fondata la piattaforma politica dallo stesso nome, in cui si schiera per l'uscita dall'Euro, per il superamento dell'Unione europea e per l'uscita dalla NATO.
Nel 2018 si candida per la prima volta alle elezioni politiche nelle liste di Potere al Popolo!, per la Camera dei deputati. Il mancato raggiungimento della soglia di sbarramento al 3% gli impedisce di essere eletto.
Il 12 gennaio 2019 viene eletto portavoce nazionale di Potere al Popolo! unitamente a Viola Carofalo rimanendo in carica fino al 12 maggio 2021. Contestualmente si candida nel coordinamento nazionale del partito, venendo eletto.
Nel 2024 viene riconfermato al coordinamento nazionale.

## Opere
- Giorgio Cremaschi e Marco Revelli, Liberismo o libertà. Dialoghi su capitalismo globale e crisi sociale, a cura di Gabriele Polo, Editori Riuniti, 1998, ISBN 9788835944225.
- Il salario è un furto. Liberismo e crisi del sindacato, Datanews, 1999, ISBN 9788879811224.
- Il regime dei padroni. Da Berlusconi a Marchionne, Editori Riuniti, 2010, ISBN 9788835990017.
- I gattopardi del capitale. Come Monti (non) salverà l'Italia, Edizioni Alegre, 2012, ISBN 9788889772768.
- Lavoratori come farfalle. La resa del più forte sindacato d'Europa, collana Fuori Pista, Jaca Book, 2014, ISBN 9788816412859.
- Liberalfascismo. Come i liberali distruggono la democrazia e ci portano in guerra, Mimesis, 2024, ISBN 9791222309163.